# Simon Bolivar Buckner Jr.
Simon Bolivar Buckner, Jr. (Munfordville, 18 de julho de 1886 – Okinawa, 18 de junho de 1945) foi um General dos Estados Unidos durante a Segunda Guerra Mundial. Serviu no Pacífico e comandou as defesas do Alasca cedo na guerra.

## Biografia
Ele serviu no teatro de operações do Pacifico, na segunda guerra mundial, e comandou as defesas do Alasca no início da guerra. Após essa atribuição, ele foi promovido para comandar Décimo Exército EUA, que conduziu o ataque anfíbio na ilha japonesa de Okinawa em 1 de abril de 1945. Ele foi morto durante os dias finais da Batalha de Okinawa por fogo de artilharia inimiga, tornando-o o oficial militar dos Estados Unidos de mais alta patente perdido para fogo inimigo durante a Segunda Guerra Mundial.
Seu pai foi um general da Confederação dos Estados Unidos, General Simon Bolivar Buckner, Sr., famoso por se render ao brigadeiro general Ulysses S. Grant no Forte Donelson.
O Forte Buckner em Okinawa, Japão foi assim nomeado em sua homenagem.